# Austrian International 1983
Die Austrian International 1983 als offene internationale Meisterschaften von Österreich im Badminton fanden vom 22. bis zum 24. April 1983 in Pressbaum statt.

## Finalergebnisse
| Disziplin    | Sieger                       | Finalist                       | Ergebnis         |
| ------------ | ---------------------------- | ------------------------------ | ---------------- |
| Herreneinzel | Syed Modi                    | Tariq Farooq                   | 15–5, 15–2       |
| Dameneinzel  | Sherry Liu                   | Denyse Julien                  | 11–8, 5–11, 11–5 |
| Herrendoppel | Partho Ganguli Leroy D’sa    | Pradeep Gandhe Syed Modi       | 15–8, 18–13      |
| Damendoppel  | Linda Cloutier Denyse Julien | Julie McDonald Audrey Swaby    | 15–10, 15–11     |
| Mixed        | Graeme Robson Toni Whittaker | Jerzy Dołhan Bożena Wojtkowska | 15–5, 15–8       |